# Akysis pictus
Akysis pictus är en fiskart som beskrevs av Günther, 1883. Akysis pictus ingår i släktet Akysis och familjen Akysidae. IUCN kategoriserar arten globalt som otillräckligt studerad. Inga underarter finns listade i Catalogue of Life.